# Euro Floorball Tour 2016 (Frauen)
Die Euro Floorball Tour ist ein zweimal im stattfindendes Unihockeyturnier mit den Nationalmannschaften der Schweiz, Schwedens, Finnlands und Tschechiens. Die Euro Floorball Tour 2016 der Frauen (kurz: EFT) wurde im April und November 2016 in Sandviken bzw. Schaffhausen ausgetragen. Beide Ausgaben wurden von der Nationalmannschaft Schwedens gewonnen.

## April – Sandviken

### Spiele
| Datum  | Uhrzeit | Mannschaften          | Resultat |
| ------ | ------- | --------------------- | -------- |
| 22.04. | 16:00   | Finnland – Schweiz    | 5-1      |
| 22.04. | 18:59   | Schweden – Tschechien | 14-0     |
| 23.04. | 12:10   | Schweden – Schweiz    | 9-0      |
| 23.04. | 15:00   | Tschechien – Finnland | 4-8      |
| 24.04. | 10:30   | Schweiz – Tschechien  | 4-3      |
| 24.04. | 13:43   | Schweden – Finnland   | 5-4      |

### Tabelle
| Rang | Mannschaft | Spiele | Siege | Niederlagen | T     | P |
| ---- | ---------- | ------ | ----- | ----------- | ----- | - |
| 1.   | Schweden   | 3      | 3     | 0           | 28-4  | 9 |
| 2.   | Finnland   | 3      | 2     | 1           | 17-10 | 6 |
| 3.   | Schweiz    | 3      | 1     | 2           | 5-17  | 3 |
| 4.   | Tschechien | 3      | 0     | 3           | 7-26  | 0 |

## November – Schaffhausen

### Spiele
| Datum  | Uhrzeit | Mannschaften          | Resultat  |
| ------ | ------- | --------------------- | --------- |
| 04.11. | 16:59   | Finnland – Schweden   | 3-7       |
| 04.11. | 19:59   | Schweiz – Tschechien  | 12-2      |
| 05.11. | 15:00   | Tschechien – Finnland | 4-3       |
| 05.11. | 18:01   | Schweiz – Schweden    | 4-9       |
| 06.11. | 11:00   | Schweden – Tschechien | 13-1      |
| 06.11. | 13:59   | Schweiz – Finnland    | 4-5 n. P. |

### Tabelle
| Rang | Mannschaft | Spiele | Siege | Niederlagen | T     | P |
| ---- | ---------- | ------ | ----- | ----------- | ----- | - |
| 1.   | Schweden   | 3      | 3     | 0           | 29-8  | 9 |
| 2.   | Schweiz    | 3      | 1     | 2           | 20-16 | 4 |
| 3.   | Tschechien | 3      | 1     | 2           | 7-28  | 3 |
| 4.   | Finnland   | 3      | 1     | 2           | 11-15 | 2 |

### Topskorer
| Rang | Spielerin          | Mannschaft | Spiele | Tore | Assist | Punkte | Strafminuten |
| ---- | ------------------ | ---------- | ------ | ---- | ------ | ------ | ------------ |
| 1.   | Sofia Joelsson     | Schweden   | 3      | 5    | 2      | 7      | 2            |
| 2.   | Michelle Wiki      | Schweiz    | 3      | 4    | 2      | 6      | 0            |
| 3.   | Isabelle Gerig     | Schweiz    | 3      | 2    | 4      | 6      | 0            |
| 4.   | Sofie Andersson    | Schweden   | 3      | 3    | 2      | 5      | 0            |
| 5.   | Nathalie Spichiger | Schweiz    | 3      | 3    | 2      | 5      | 0            |
| 6.   | Ellen Rasmussen    | Schweden   | 3      | 2    | 3      | 5      | 0            |
| 7.   | Moa Tschop         | Schweden   | 3      | 0    | 5      | 5      | 4            |
| 8.   | Flurina Marti      | Schweiz    | 3      | 2    | 2      | 4      | 4            |
| 9.   | Therese Karlsson   | Schweden   | 3      | 1    | 3      | 4      | 0            |
| 10.  | Isabell Krantz     | Schweden   | 3      | 0    | 4      | 4      | 2            |

### Goaliestatistiken
| Rang | Spielerin         | Mannschaft | Spiele | Saves | Gegentore | %     |
| ---- | ----------------- | ---------- | ------ | ----- | --------- | ----- |
| 1.   | Sara Hjorting     | Schweden   | 3      | 15    | 3         | 83.33 |
| 2.   | Emelie Frisk      | Schweden   | 3      | 22    | 5         | 81.48 |
| 3.   | Laura Loisa       | Finnland   | 3      | 44    | 11        | 80.00 |
| 4.   | Helen Bircher     | Schweiz    | 2      | 16    | 4         | 80.00 |
| 5.   | Lara Heini        | Schweiz    | 2      | 7     | 2         | 77.77 |
| 6.   | Monika Schmid     | Schweiz    | 2      | 27    | 9         | 75.00 |
| 7.   | Krista Nieminen   | Finnland   | 3      | 10    | 4         | 71.42 |
| 8.   | Jana Christianova | Tschechien | 3      | 21    | 15        | 58.33 |
| 9.   | Nikola Prileska   | Tschechien | 3      | 16    | 13        | 55.17 |